# Aramis (nome)
Aramis  è un nome proprio di persona italiano maschile.

## Origine e diffusione

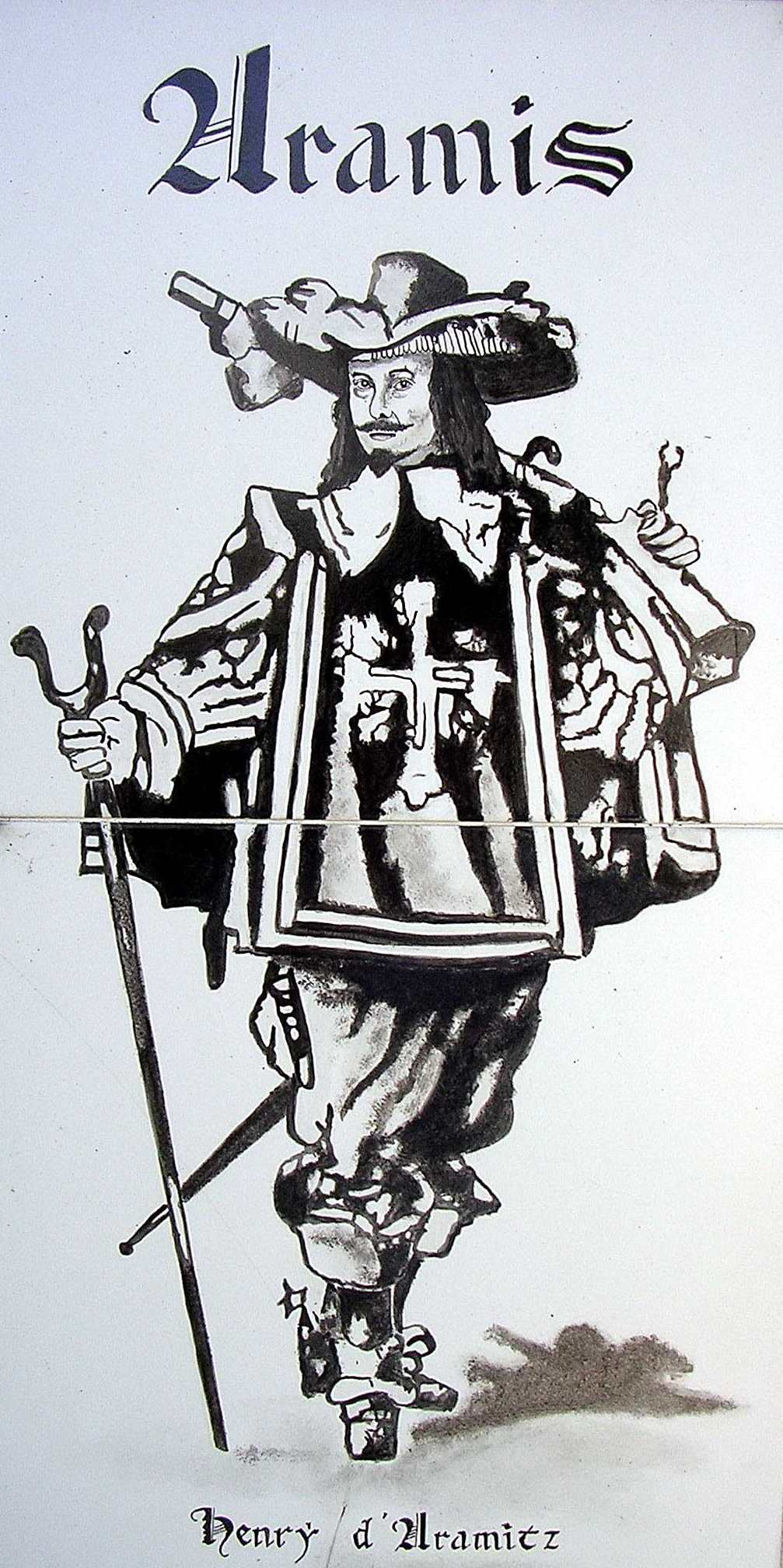
Aramis

È un nome di tradizione letteraria, che riprende quello di Aramis de Vannes, uno dei moschettieri creati da Alexandre Dumas padre per i suoi romanzi I tre moschettieri, Il visconte di Bragelonne e Vent'anni dopo. Nel creare il personaggio, Dumas si ispirò ad una persona realmente esistita, Henri d'Aramitz, un abate francese che fu moschettiere nella Maison du Roi; "d'Aramitz" era un predicato riferito al paese francese di Aramits, il cui nome deriva, secondo alcuni studiosi, dai termini baschi aran ("valle") e -itz (un suffisso locativo), quindi "posto delle valli" o "confluenza".
In Italia, la sua diffusione è in realtà rara, limitata perlopiù alla Toscana e all'Emilia-Romagna, ed è dovuta alla fama guadagnata dal personaggio di Dumas da metà ottocento, accresciuta poi da svariati adattamenti cinematografici e televisivi dei suoi romanzi.

## Onomastico
L'onomastico può essere festeggiato il 1º novembre, festa di Ognissanti, in quanto il nome è adespota, ovvero non ha alcun santo patrono.

## Persone
- Aramis Ammannato, generale e aviatore italiano
- Aramis Guelfi, politico italiano
- Aramis Haywood, calciatore panamense
- Aramis Knight, attore statunitense
- Aramis Naglić, cestista croato
- Aramis Ramírez, giocatore di baseball dominicano